# ثان المنتزة (حي)
حي ثان المنتزة هو أحد أحياء مدينة الإسكندرية في مصر، أنشأ بقرار رئيس مجلس الوزراء رقم 1189 لسنة 2013، بلغ عدد سكانه في 1 يوليو 2017 حوالي 542802 نسمة مُقسمين إلى 279988 من الذكور، و262814 من الإناث، وينقسم إداريًا إلى قسم واحد يضم ثمانية شياخات هو قسم ثان المنتزة، يحده من الشمال البحر الأبيض المتوسط، ومن الجنوب محافظة البحيرة، ومن الشرق خليج أبي قير، ومن الغرب حي أول المنتزة، ومن أهم المناطق السكنية بالحي العصافرة، المعمورة، المنتزة، المندرة، مساكن طوسون، أبو قير، وأبو قير الجديدة.

## التقسيم الإداري
ينقسم حي ثان المنتزة إداريًا إلى قسم واحد يضم ثمانية شياخات كالتالي:

### قسم ثان المنتزة
يتكون من الشياخات التالية:
- شياخة المندرة بحري.
- شياخة المندرة قبلي.
- شياخة المعمورة.
- شياخة العمراوي.
- شياخة الناصرية.
- شياخة طلمبات الطابية.
- شياخة أبو قير الشرقية.
- شياخة أبو قير الغربية.

## أهم المعالم
- قصر المنتزه.[6]
- الأكاديمية العربية للعلوم والتكنولوجيا والنقل البحري.
- الكلية البحرية.
- كلية الدفاع الجوي.
- ميناء أبو قير.
- آثار منطقة أبي قير الغارقة.
- طوابي أبو قير.
- فندق شيراتون المنتزة.
- كلية الدراسات الإسلامية والعربية بنات التابعة لجامعة الأزهر.

## معرض الصور

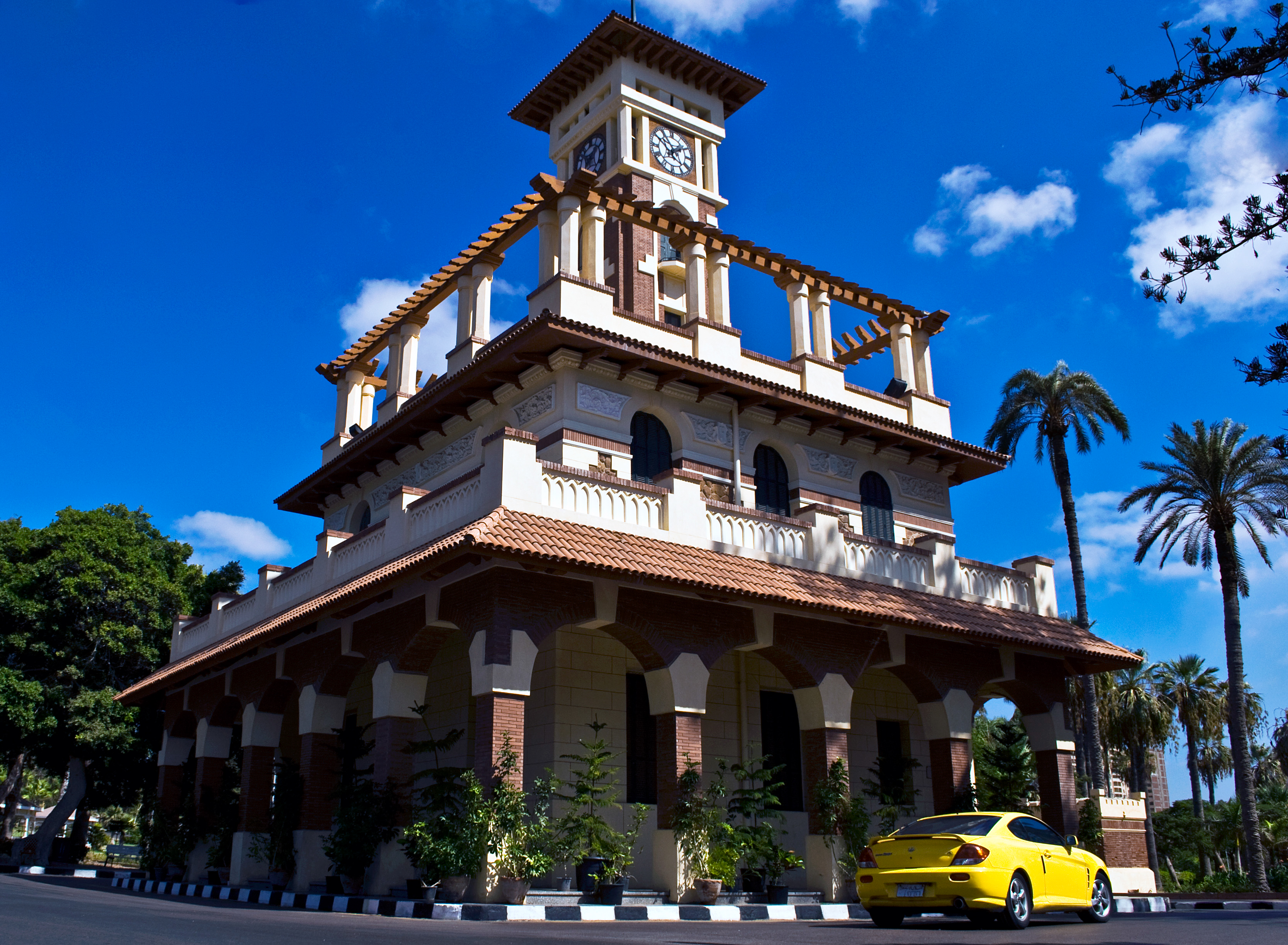
برج الساعة بقصر المنتزة
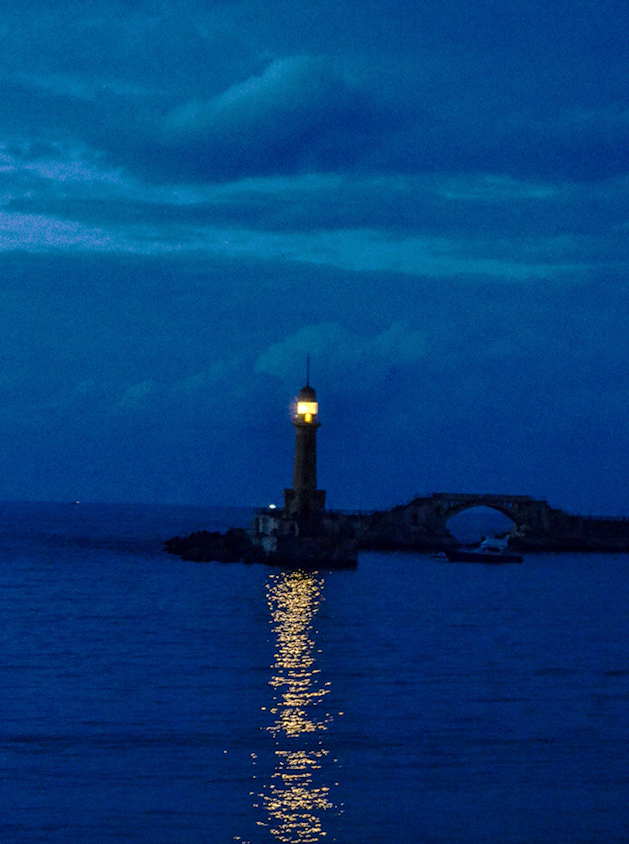
فنار المنتزة
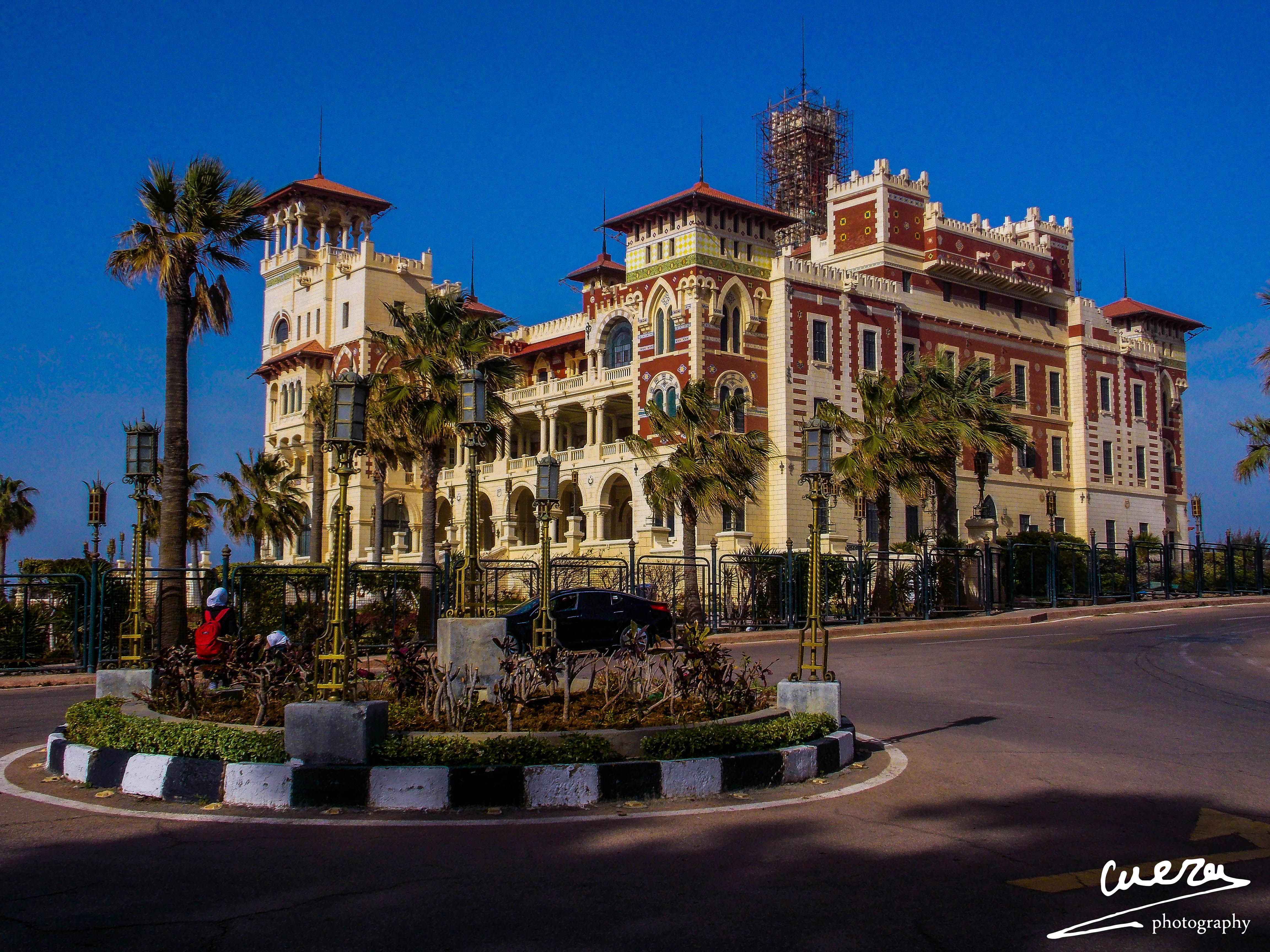
قصر الحرملك
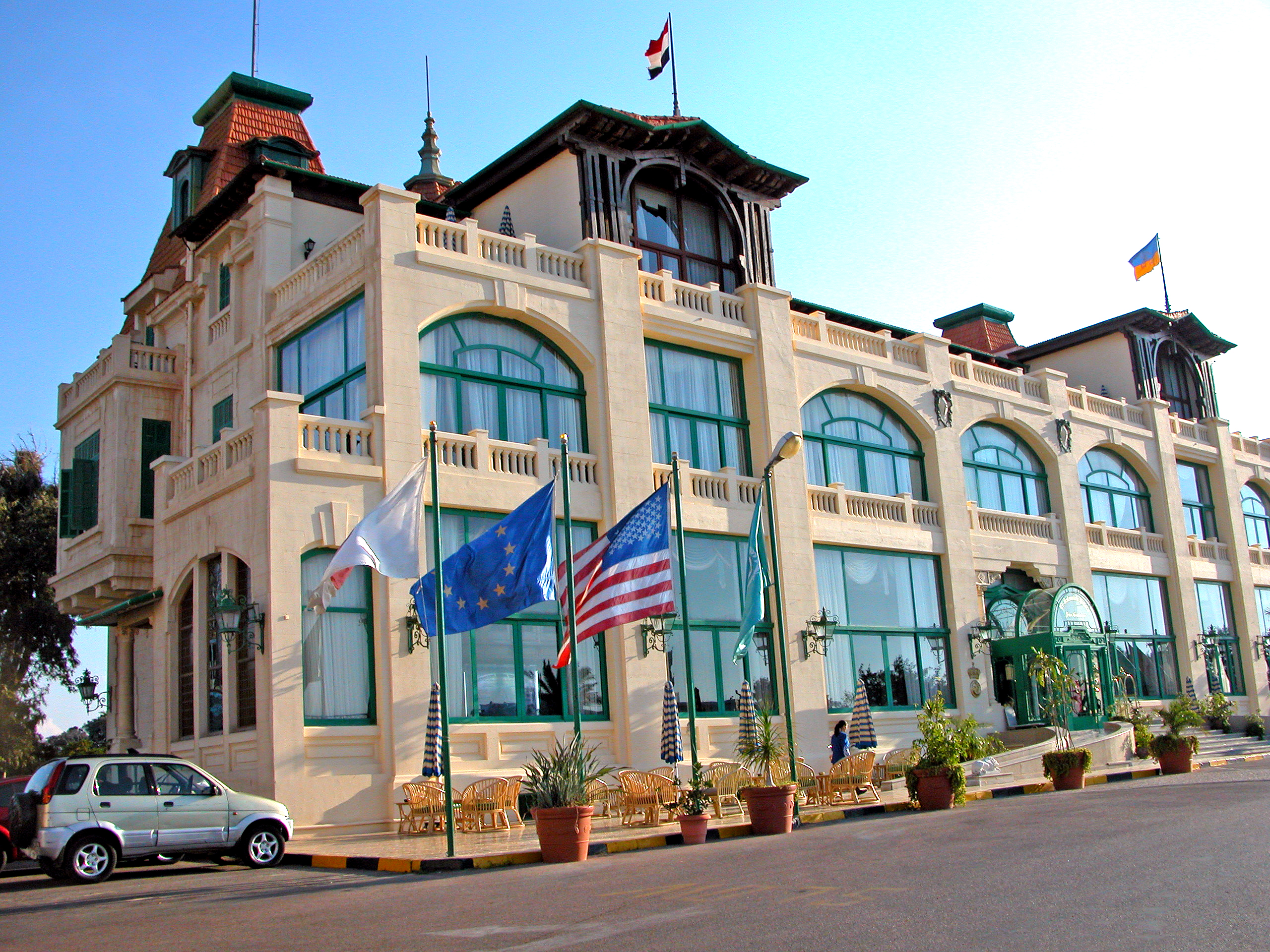
قصر السلاملك
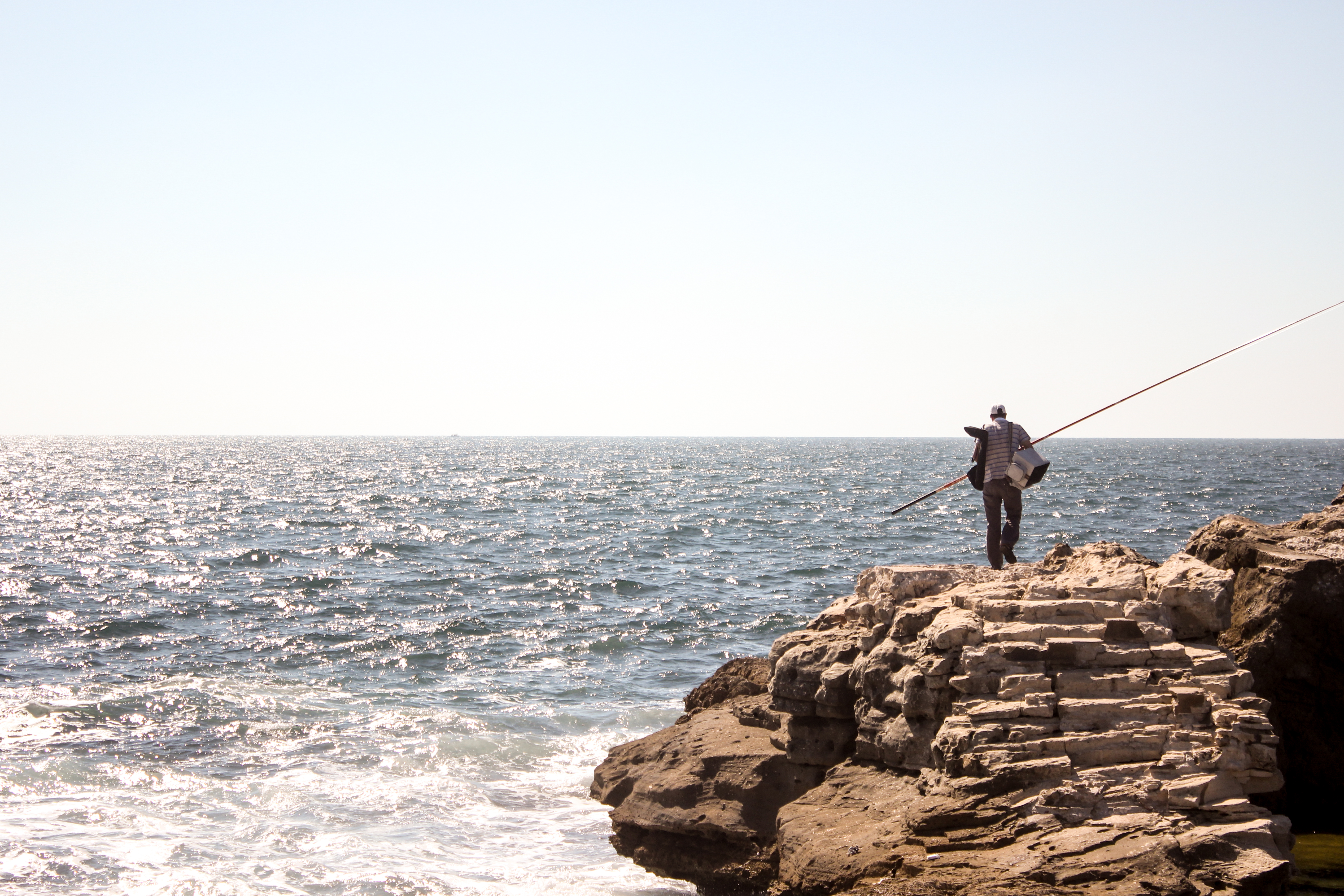
شاطئ العصافرة
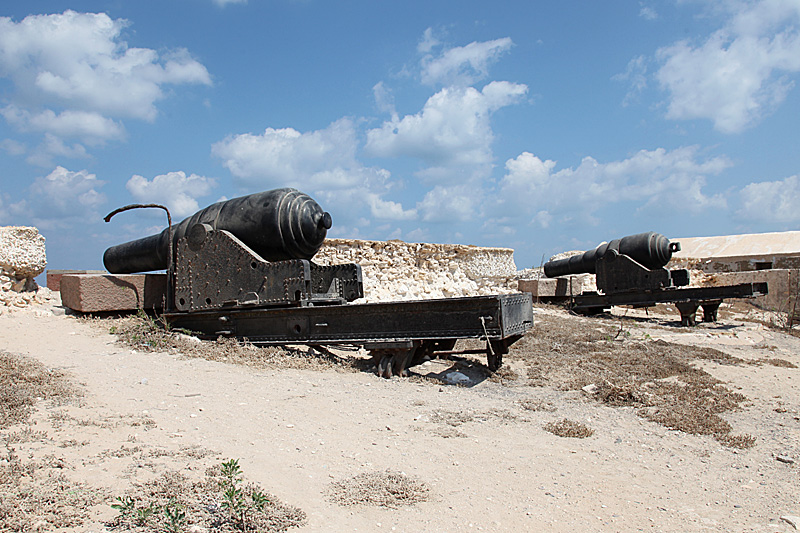
طابية أبو قير
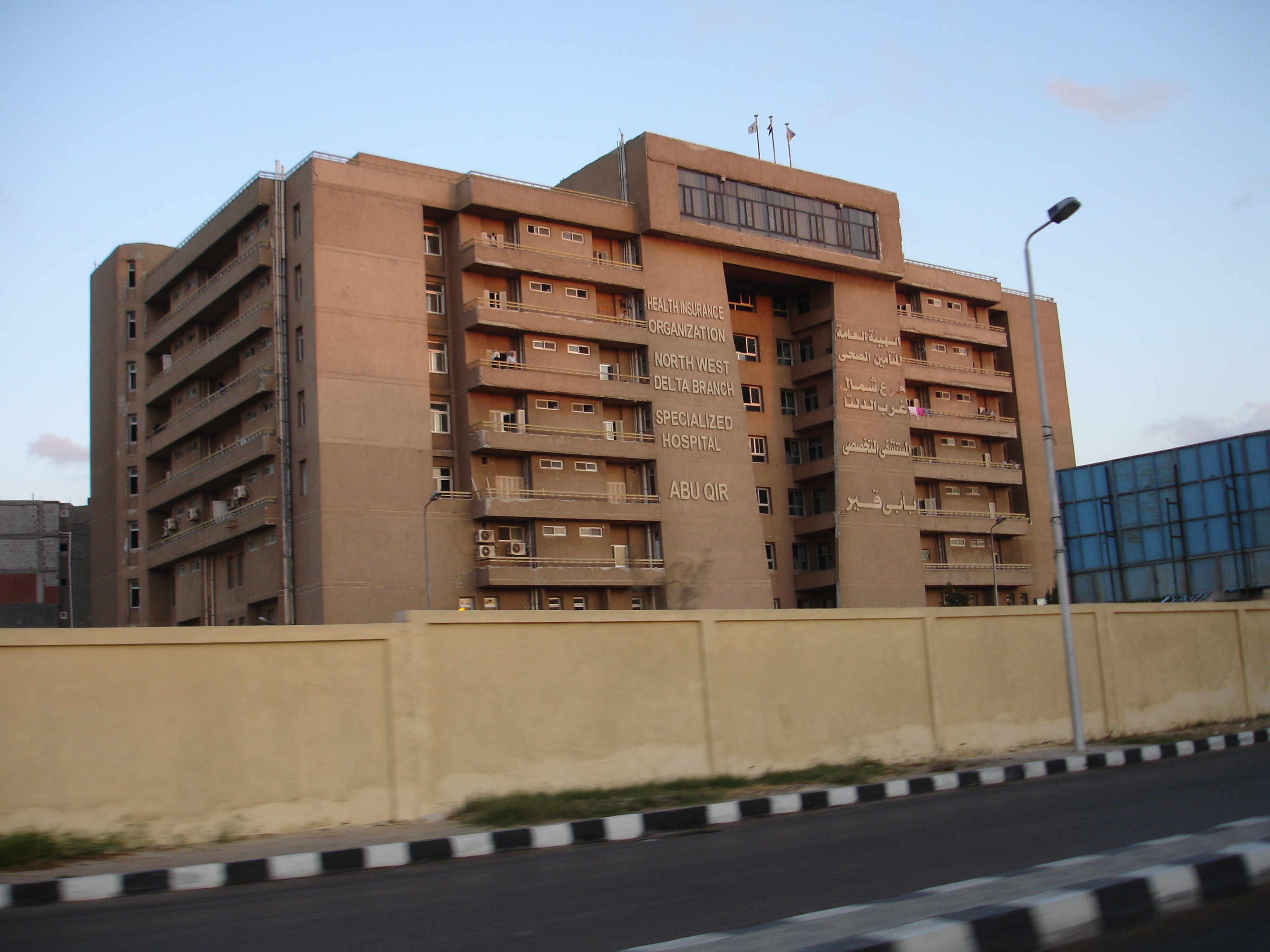
مستشفى أبو قير
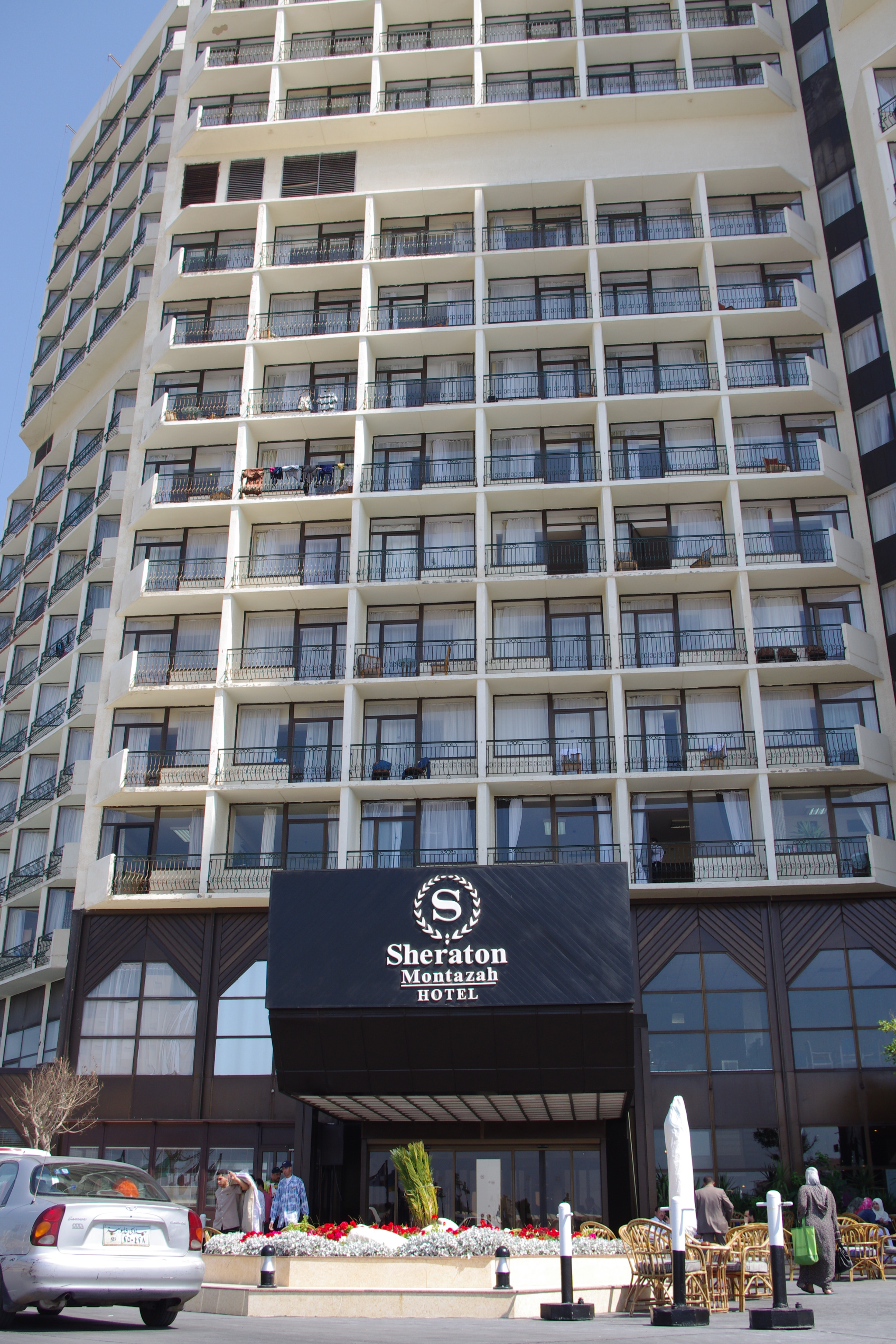
فندق شيراتون المنتزة

## وصلات خارجية
- الصفحة الرسمية لحي ثان المنتزة على موقع فيس بوك